# Vermiliopsis pluriannulata
Vermiliopsis pluriannulata är en ringmaskart som först beskrevs av Moore och Bush 1904.  Vermiliopsis pluriannulata ingår i släktet Vermiliopsis och familjen Serpulidae. Inga underarter finns listade i Catalogue of Life.